# Carga-fantasma
Uma carga-fantasma é um dispositivo para simular uma carga elétrica, geralmente para fins de testes ou medidas.

## Rádio
Nos transmissores, uma carga-fantasma (dummy antenna) é um dispositivo usado para substituir as antenas, durante testes e ajustes, para evitar emissões indesejáveis de radiação eletromagnética, bem como se evitar danos ao equipamento transmissor.
Durante testes e ajustes, quando a carga fantasma é conectada no lugar da antena durante as transmissões, evita-se que o transmissor cause interferência eletromagnética com outros rádios transmissores ou receptores.
Se um transmissor é testado sem nenhum tipo de carga conectada, tal como uma antena ou carga-fantasma, o transmissor poder ficar danificado. Também, se um transmissor é ajustado sem nenhuma carga, ele terá um comportamento diferente quando conectado a uma carga, e assim os ajustes realizados estarão incorretos.
Uma carga-fantasma deverá ser uma resistência pura, ou seja, sem características indutivas ou capacitivas. O valor da resistência deverá ser o mesmo da impedância da antena e da linha de transmissão (geralmente, cabo coaxial), que normalmente possuem valores de 50 Ω (mais utilizado) ou 75 Ω.